# Benik Abrahamian
Benik Abrahamian (ur. 21 lipca 1985) – gruziński lekkoatleta, specjalizujący się w pchnięciu kulą.
Uczestnik halowych mistrzostw Europy z 2011 roku. Olimpijczyk z 2016 roku, gdzie zajął 31. miejsce w kwalifikacjach.
Reprezentował swój kraj na drużynowych mistrzostwach Europy w 2010, 2011 oraz 2014 roku.
Rekordy życiowe: stadion: pchnięcie kulą – 20,54 (24 maja 2016, Ałmaty), rzut dyskiem – 44,49 (19 czerwca 2011, Reykjavík); hala: pchnięcie kulą – 18,23 (6 lutego 2016, Tbilisi).

## Wyniki

### Zawody międzynarodowe
| Rok  | Zawody                    | Miejsce                  | Wyniki szczegółowe | Wyniki szczegółowe | Wyniki szczegółowe | Wyniki szczegółowe | Wyniki szczegółowe | Wyniki szczegółowe | Wyniki szczegółowe | Wyniki szczegółowe | Wyniki szczegółowe | Rezultat | Pozycja | Uwagi | Źródło            |
| Rok  | Zawody                    | Miejsce                  | Kwalifikacje       | Kwalifikacje       | Kwalifikacje       | Finał              | Finał              | Finał              | Finał              | Finał              | Finał              | Rezultat | Pozycja | Uwagi | Źródło            |
| Rok  | Zawody                    | Miejsce                  | #1                 | #2                 | #3                 | #1                 | #2                 | #3                 | #4                 | #5                 | #6                 | Rezultat | Pozycja | Uwagi | Źródło            |
| ---- | ------------------------- | ------------------------ | ------------------ | ------------------ | ------------------ | ------------------ | ------------------ | ------------------ | ------------------ | ------------------ | ------------------ | -------- | ------- | ----- | ----------------- |
| 2011 | Halowe mistrzostwa Europy | Paryż, Francja           | X                  | X                  | 17,20              | NQ                 | NQ                 | NQ                 | NQ                 | NQ                 | NQ                 | 17,20    | 17.     |       | [ 1 ] [ 2 ]       |
| 2016 | Igrzyska olimpijskie      | Rio de Janeiro, Brazylia | 18,08              | 18,72              | 18,35              | NQ                 | NQ                 | NQ                 | NQ                 | NQ                 | NQ                 | 18,72    | 31.     |       | [ 3 ] [ 4 ] [ 5 ] |

### Puchar EuropyorazDrużynowe mistrzostwa Europy
| Rok  | Zawody                       | Poziom       | Miejsce             | Konkurencja    | Wynik    | Wynik                        | Źródło |              |              |                |       |    |       |
| Rok  | Zawody                       | Poziom       | Miejsce             | Konkurencja    | Rezultat | Miejsce                      | Źródło |              |              |                |       |    |       |
| ---- | ---------------------------- | ------------ | ------------------- | -------------- | -------- | ---------------------------- | ------ | ------------ | ------------ | -------------- | ----- | -- | ----- |
| Rok  | Zawody                       | Poziom       | Miejsce             | Konkurencja    | 2010     | Drużynowe mistrzostwa Europy | Źródło | Trzecia Liga | Marsa, Malta | pchnięcie kulą | 16,65 | 6. | [ 6 ] |
| 2011 | Drużynowe mistrzostwa Europy | Trzecia Liga | Reykjavík, Islandia | pchnięcie kulą | 18,03    | 3.                           | [ 7 ]  |              |              |                |       |    |       |
| 2011 | Drużynowe mistrzostwa Europy | Trzecia Liga | Reykjavík, Islandia | rzut dyskiem   | 44,49 PB | 7.                           | [ 7 ]  |              |              |                |       |    |       |
| 2014 | Drużynowe mistrzostwa Europy | Trzecia Liga | Tbilisi, Gruzja     | pchnięcie kulą | 17,52    | 5.                           | [ 8 ]  |              |              |                |       |    |       |